# جیویا دل کوله
جیویا دل کوله (به ایتالیایی: Gioia del Colle) یک کومونه در ایتالیا است که در استان باری واقع شده‌است.

## خصوصیات
جیویا دل کوله ۲۰۶٫۴۸ کیلومترمربع مساحت و ۲۷٬۹۲۳ نفر جمعیت دارد و ۳۶۰ متر بالاتر از سطح دریا واقع شده‌است.